# Wolfgang Kiesewetter

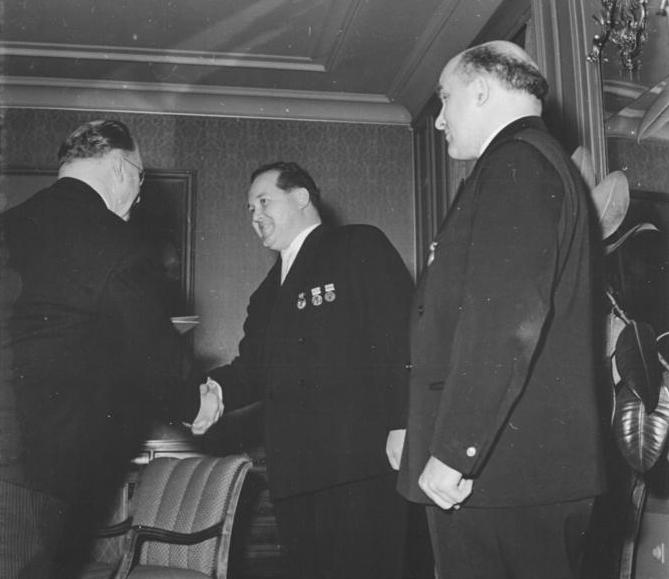
Walter Ulbricht (links) beglückwünscht Wolfgang Kiesewetter (Mitte) zu seiner Ernennung als Botschafter (1961)

Wolfgang Kiesewetter (* 2. Dezember 1924 in Scheibe-Alsbach; † 9. Mai 1991) war ein deutscher Diplomat. Er war Botschafter der DDR in der Vereinigten Arabischen Republik, in Schweden, Italien und Malta.  

## Leben
Kiesewetter, Sohn eines Angestellten, legte das Abitur ab und wurde zur Wehrmacht eingezogen. 
Als Leutnant bei der Marineartillerie geriet er 1944 in sowjetische Kriegsgefangenschaft. Dort besuchte er eine Antifa-Schule und wurde an der Antifa-Schule im Dorf Talizy als Lehrer eingesetzt.
Nach der Rückkehr aus der Gefangenschaft 1949 trat Kiesewetter der SED bei. Ab 1950 wurde er Mitarbeiter des Ministeriums für Auswärtige Angelegenheiten der DDR (MfAA). Zunächst Referent und seit 1952 Chefredakteur in der Abteilung Presse und Information, war er von 1954 bis 1956 Leiter der Presseabteilung und danach bis 1957 Leiter der Hauptabteilung IV (Presse und Information). Von 1957 bis 1959 war er Leiter der Hauptabteilung II (Asien, Afrika, Amerika). In diese Zeit fielen seine ersten Kontakte in den Nahen Osten, insbesondere zu Sansibar und Ägypten. Von 1959 bis 1961 fungierte er als Generaldirektor des (MfAA).
1961 wurde Kiesewetter zum Außerordentlichen und Bevollmächtigten Botschafter ernannt und war von 1961 bis 1963 Bevollmächtigter der Regierung der DDR für die Arabischen Staaten mit Sitz in Kairo. Von 1963 bis 1971 war er stellvertretender Außenminister der DDR. 1964 promovierte er zum Dr. rer. pol. 1971/1972 besuchte er die Parteihochschule. Von 1972 bis 1974 war Kiesewetter stellvertretender Chefredakteur der außenpolitischen Zeitschrift horizont, danach von 1974 bis 1982 Botschafter in Stockholm und von 1985 bis 1990 Botschafter in Rom und zweitakkreditiert in Malta.
Kiesewetter erhielt im Laufe seiner Karriere eine Reihe von Orden und staatlichen Auszeichnungen der DDR, darunter den Vaterländischen Verdienstorden in Silber (1965) und in Gold (1985) sowie die Ehrenspange zum Vaterländischen Verdienstorden in Gold (1989).

## Werke (Auswahl)
- Zum zehnten Jahrestag der Revolution in Ägypten. In: Deutsche Außenpolitik, Heft 7 (1962), S. 753–764.
- Tiefgehende Wandlungen in der arabischen Welt. In: Deutsche Außenpolitik, Heft 12 (1965), S. 1450–1465.
- Die Beziehungen der DDR zur Indischen Union. In: Deutsche Außenpolitik, Heft 8 (1967), S. 940–944.
- Entwicklungshilfe als Instrument westdeutscher Expansionspolitik. In: Deutsche Außenpolitik, Heft 7 (1968), S. 802–810.